# 올림픽 리투아니아 선수단
올림픽 리투아니아 선수단은 리투아니아를 대표하여 올림픽에 참가하는 선수단이다. 리투아니아는 1918년 독립을 선언한 후 처음으로 1924년 파리 하계 올림픽에 자국 선수단을 파견했다. 당초 선수단 33명 파견을 검토했으나 축구선수 13명, 사이클 선수 2명으로 제한하기로 결정됐다. 축구 선수들은 경기 일정 하루 전에 파리에 도착했다. 리투아니아는 1924년 5월 25일 오후 2시 40분(파리 시간) 리투아니아와 스위스 팀의 경기가 시작되면서 올림픽에 데뷔했다. 리투아니아는 9-0(4-0)으로 패했다. 사이클리스트들은 기술적 어려움으로 인해 188km 경주를 완주하지 못했다.
1928년 하계 올림픽 리투아니아에는 복서 2명, 사이클 선수 4명, 육상 선수 5명, 역도 선수 1명 등 4개 종목에 12명의 대표가 있었다. 유오자스 빈차(Juozas Vinča)는 최고의 결과를 얻었고 복싱에서 5-7위를 차지했다.
1932년 로스앤젤레스 하계 올림픽에서 리투아니아는 경제적 어려움과 국가 올림픽 위원회를 둘러싼 정치적 논란으로 인해 참가하지 못했다. 1936년 베를린 하계 올림픽에서 리투아니아는 메멜란트/클라이페다 지역 논란으로 인해 독일의 초청을 받지 못했다. 1940년 리투아니아는 소련에 독립을 잃었다. 전쟁 후 리투아니아인들은 소련 팀과 함께 올림픽에 참가했다. 1952년부터 1988년까지 86명의 리투아니아인이 올림픽에 참가하여 60개의 메달(하계 올림픽 57개, 동계 올림픽 3개)을 획득했다.
1990년 독립을 회복한 이후 리투아니아는 올림픽을 한 번도 놓치지 않았다.
리투아니아는 동계 올림픽에서 메달을 획득하지 못했다.

## 같이 보기
- 분류:리투아니아의 올림픽 참가 선수